# Innan vi dör
Innan vi dör (en inglés: "Before We Die"), es una serie de televisión sueca estrenada el 15 de enero del 2017 por medio de la cadena SVT.
La serie ha contado con la participación invitada de los actores Vladimir Dikanski, Filip Benko, Anders Berg, Arvin Kananian, Kola Krauze, entre otros...

## Historia
La serie sigue a Hanna, una oficial de la unidad de policía de Estocolmo que trabaja en la unidad contra el crimen organizado, se ve obligada a introducirse en una lucha de poder en el bajo mundo cuando su compañero y pareja Sven es secuestrado. La situación comienza a complicarse aún más cuando se da cuenta de que Christian, su propio hijo con quien hace mucho tiempo no tiene contacto (debido a que ayudó a la policía a arrestarlo por drogas por lo que sirvió dos años en la cárcel), está implicado en el suceso.
Mientras investiga Hanna descubre que Sven se encontraba realizando una investigación encubierta de una banda motoristas criminales. Hanna es la única que sabe que Sven tenía a un infiltrado en la banda y para no perder el contacto se hace cargo, sin embargo solo sabe que la persona es conocida con el nombre de "Inez".
Pronto se encuentra intentando salvar también la vida de su hijo, realizando acciones que en un inicio no pensó en hacer.

## Personajes

### Personajes principales
| Actor            | Personaje | Ocupación                  | N.º de episodios | Duración        |
| ---------------- | --------- | -------------------------- | ---------------- | --------------- |
| Marie Richardson | Hanna     | Oficial de Policía         | 10               | 2017 - presente |
| Adam Pålsson     | Christian | Hijo de Hanna e infiltrado | 10               | 2017 - presente |
| Alexej Manvelov  | Davor     | Oficial de Policía         | 10               | 2017 - presente |

### Personajes secundarios
| Actor                 | Personaje | Ocupación          | N.º de episodios | Duración        |
| --------------------- | --------- | ------------------ | ---------------- | --------------- |
| Magnus Krepper        | Björn     | Oficial de Policía | 10               | 2017 - presente |
| Sofia Ledarp          | Tina      | -                  | 10               | 2017 - presente |
| Sara Jangfeldt        | Fausta    | -                  | 10               | 2017 - presente |
| Richard Forsgren      | Magnus    | -                  | 10               | 2017 - presente |
| Cedomir Djordjevic    | Bojan     | -                  | 10               | 2017 - presente |
| Sandra Redlaff        | Blanka    | -                  | 9                | 2017 - presente |
| Sofia Rönnegård       | Rakel     | -                  | 9                | 2017 - presente |
| Max Lapitskij         | Zvonomir  | -                  | 9                | 2017 - presente |
| Kalled Mustonen       | Pawel     | -                  | 9                | 2017 - presente |
| Beka Kuliev           | Jovan     | -                  | 9                | 2017 - presente |
| Peshang Rad           | Stefan    | -                  | 8                | 2017 - presente |
| Malgorzata Pieczynska | Dubravka  | -                  | 8                | 2017 - presente |
| Ivica Zubak           | Majmun    | -                  | 8                | 2017 - presente |
| Christian Hillborg    | Petter    | -                  | 6                | 2017 - presente |
| Jacob Ericksson       | Kanehed   | -                  | 6                | 2017 - presente |
| Pilantanee Junkong    | Raylai    | -                  | 6                | 2017 - presente |
| Irene Paquibot        | Sunee     | -                  | 6                | 2017 - presente |
| Johan Hedenberg       | Sven      | Oficial de Policía | 5                | 2017 - presente |
| Sannamari Patjas      | Vicky     | -                  | 5                | 2017 - presente |
| Dejan Čukić           | Rade      | -                  | 4                | 2017 - presente |
| Erik Johansson        | Markus    | -                  | 4                | 2017 - presente |
| Felix Engström        | Ulrik     | -                  | 3                | 2017 - presente |
| Dragomir Mrsic        | Langaren  | Comisario          | 2                | 2017 - presente |

## Episodios
La primera temporada estará conformada por 10 episodios.

## Producción
Dirigida por Kristina Humle, Karzan Kader, Simon Kaijser y Kristian Petri, cuenta con los escritores Niklas Rockström y Wilhelm Behrman.
Cuenta con la participación de los productores Fredrik Heinig y Maria Nordenberg, así como de los ejecutivos Tasja Abel, Wolfgang Feindt y Sebastian Lückel; también con el apoyo del productor de línea Johan Svennerfors.
La cinematografía está a cargo de Stefan Kullänger y Andréas Lennartsson. Mientras que la edición queda en manos de Patrick Austen y Kristofer Nordin.
Las filmaciones de la serie comenzaron en noviembre del 2015.
La serie cuenta con las compañías de producción "B-Reel Feature Films" en coproducción con "SVT", "Zweites Deutsches Fernsehen (ZDF)" y por "Filmregion Stockholm Mälardalen". 
En el 2017 es distribuida por "ZDF Enterprises" a través de todos los medios.